# Пакш
Пакш (угор. Paks) — місто в центрі Угорщини, у медьє Толна, на лівому березі Дунаю.
Відоме декількома соборами — католицькою церквою Серця Христового (освячена в 1901 р) і собором Святого Духа (за проєктом Імре Маковца). У місті розташована єдина в Угорщині атомна електростанція, побудована в 1983 р і яка дає більше 42 % національного виробництва електроенергії.

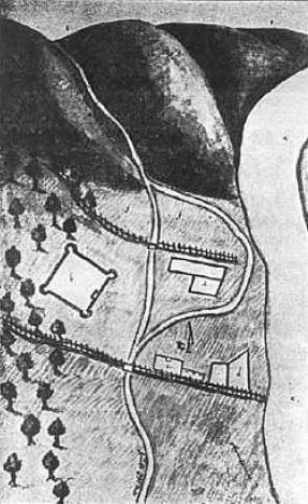
План паланки Пакш.

Колишня паланка Османської Угорщини.

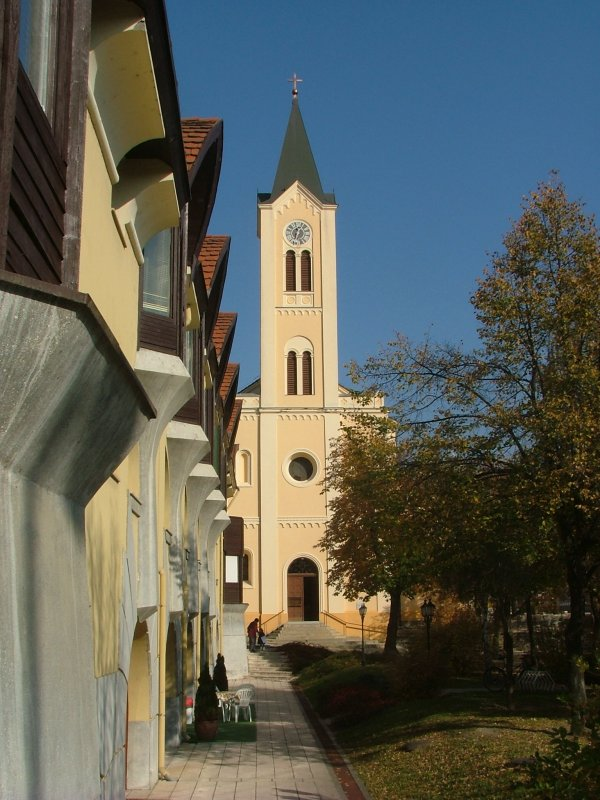
Церква Серця Христового

## Відомі особистості
В поселенні народився:
- Іштван Хорват (* 1935) — угорський політик-комуніст.